# 吳青成
吳青成（韓語：오청성，1992年或1993年—）是一名脫北者，原朝鮮人民軍士兵。2017年11月13日，他通過板門店共同警備區由北韓到達韓國，隨即受到其同袍的越境追殺，身中七枪，失血超過一半，之後被緊急送往首爾亞洲大學附屬醫院由槍傷權威李國鐘醫生開刀急救，而北韓方面越境對其進行槍擊的行爲被指違反朝鮮戰爭停戰協定。他從2019年6月起開始演出TV朝鮮節目牡丹峰俱樂部（모란봉클럽），直到同年12月15日遭韓國警方查獲酒駕行為，電視台讓他退出節目，並刪減其演出內容。

## 榮譽
吳青成獲選華盛頓自由燈塔2017年年度人物。